# 방랍의 난
방랍의 난(方臘之亂)은 북송 말기 휘종 황제 선화 2년인 1120년에 중국의 강남 지방에서 지배층의 수탈이 심해지자 이에 반발하여 방랍이 농민세력을 규합하여 목주에서 일으킨 반란이다.

## 원인
1100년 2월 형 철종이 아들이 없이 승하하자, 제8대 황제로 즉위한 송 휘종은 서화 등의 예술에 뛰어난 솜씨를 가졌고, 예술에 관한 식견도 탁월했다. 그러나 예술에 대한 지나친 그의 집착은 정도가 지나쳐서 나랏일에 소홀히 하여 훗날 금나라로 붙잡혀가는 계기가 된다.
휘종은 각종 예술품을 수집하기 위해 항주(杭州)에 명금국(明金局)이라는 정부기관을 설치했으며, 전국 각지에서 기화요초를 수집하여 대궐을 장식하도록 한 '화석강'(花石綱)을 실행하고 이를 주관하는 조정 기관인 응봉국(應奉局)을 설치하였다. 백성들을 강제로 동원하여 빼어난 화석을 수도 개봉(開封)으로 실어오게 했다.
과도한 예술활동으로 말미암아 필요한 예산을 편법으로 수취하기도 했다. 토지를 측량할 때 기존보다도 짧은 길이를 이용하고, 그것에 의해 발생한 잉여 논밭을 강제적으로 국고에 편입하거나, 매매계약서가 애매한 토지를 몰수하는 등 무리한 수단도 취했다．
이 때문에 민심이 흉흉해지고 백성들의 불만이 커져 1120년 방랍(方臘)이 반란을 일으키는 계기가 되었다.

## 과정
1120년 방랍은 반란을 일으키고, 연호를 영락(永樂)이라 개칭하고, 독립적인 국가수립을 지향하여 항주, 목주 등을 공격하였다. 이어 안휘와 강서 등으로 확대되었고, 난을 일으킨 지 10일 만에 10만여 명의 농민들이 가담하게 되었다.

## 결과

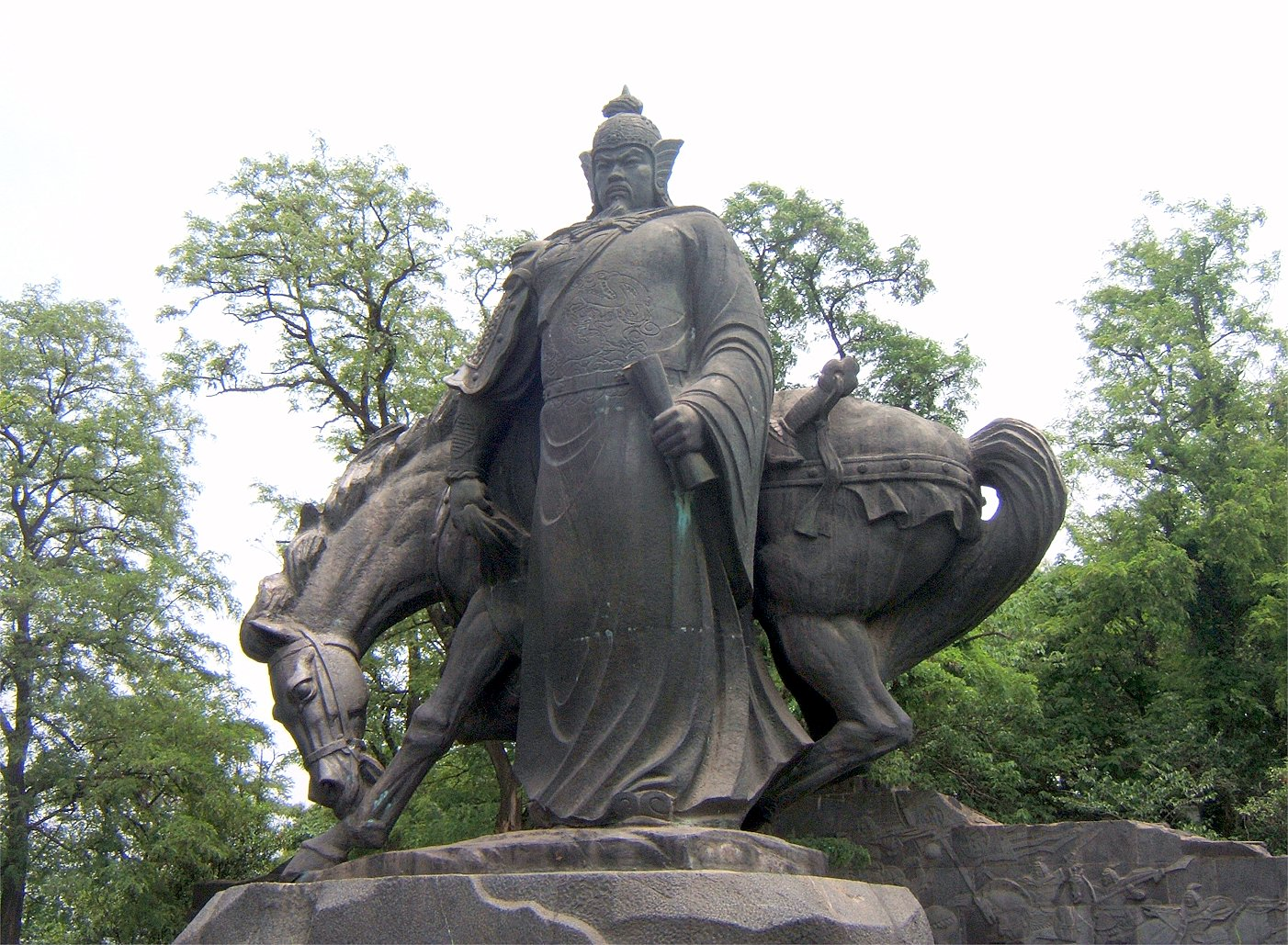
악비

이에 분노한 휘종은 요나라에 대항하기 위해 조직된 동관의 군사 15만 대군을 파견하여 반란을 진압하였다. 백성들의 분노를 달래기 위해 휘종은 기석 수집을 중지하고, 강온양책을 쓰기에 이르렀다. 방랍의 난은 1121년에 평정되었지만, 결국 진압 과정에서 협력한 백성까지 300만명을 도륙함으로써 국력의 약화를 불러왔다. 결국 1127년 금나라에 의해 수도 개봉이 함락되고, 휘종과 아들 흠종이 금나라에 포로가 되는 직접적인 계기가 된다.
- 정강의 변(靖康之變)

휘종의 9남이자 흠종의 아우인, 조구(趙構)는 난징으로 도망쳐와 남송을 세우고 고종이 된다. 이 무렵 방랍의 난을 진압했던 한세충과 소작농 출신의 악비는 금나라에 저항하는 의용군으로 역사에 등장한다.

## 관련 작품

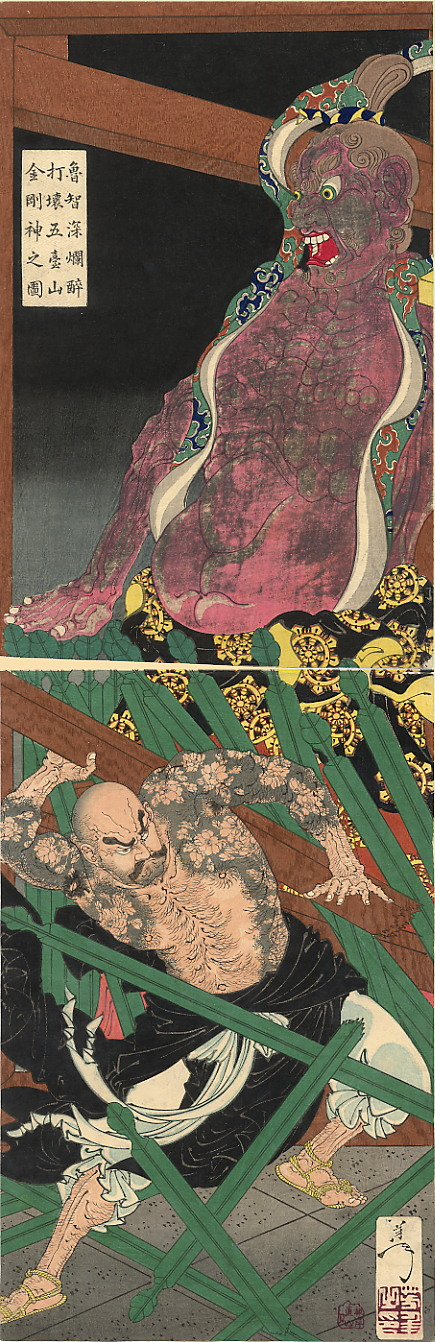
수호전의 노지심

- 고전 소설 수호전은 이 사건을 배경으로 한 소설이며, 송강 등의 일부 실존 인물이 등장한다.
- 김용의 소설 사조영웅전 1부에서도 이 사건을 배경으로 스토리를 전개하고 있으며, 3편에서도 명교의 초대 교주로서 방랍을 묘사한다.

## 같이 보기
- 육화탑
- 수호전

## 참고 문헌
- 왕중문(王中文) 지음, 임홍빈(任洪彬) 번역, 『수호별전』《제1부 방랍의 반란》 1~6권. 고려원, 1996년